# Subway Surfers
Subway Surfers је видео игра за мобилне телефоне где играч бескрајно трчи коју су развили Kiloo и SYBO Games, приватне компаније са седиштима у Данској. Доступна је на Android, iOS, Kindle и Windows Phone платформама. У игри играчи имају улогу младог цртача графита који је ухваћен на делу и сада трчи по железничкој прузи да би побегао од инспектора и његовог пса. Док трчи, играч сакупља новчиће, појачања и друге предмете и истовремено избегава судар са возовима и осталим препрекама. Он може да скочи на воз или сурфује на ховерборду како би избегао хватање. Игра се завршава када се лик удари у препреку, згази га воз или га ухвати инспектор. Награде и нови ликове могу се добити у специјалним догађајима попут лова на речи.

## Начин игре
Игра почиње додиром на екран када Џејк (почетни лик у игри) или неки други лик слика графите по железници, а затим бива ухваћен од стране инспектора и његовог пса, који онда почињу да га јуре. Док трчи, играч може да превуче нагоре, надоле, налево или надесно не би ли избегао да се судари са препрекама као што су возови, стубови, зидови тунела и баријере. Судар доводи до завршетка игре, али могуће је наставити коришћењем кључева. Играч током игре може да сакуља ствари попут златника, кључева, кутија са наградама, магнета који привлаче златнике, моћи да лете, великих патика које му помажу да скаче више и звезда које повећавају резултат. Након активирања ховерборда играч постаје имун на сударе наредних тридесет секунди. 
Дневни изазови и недељни ловови дају додатне награде за још напретка. У дневним изазовима играч треба да током игре сакупи слова која формирају одређену реч везану за игру. Постоје мисије чијим завршавањем се повећава коефицијент којим се множи резултат играча. Новчићима, кључевима, куповинама у игрици или прикупљањем одређених предмета могу се откључати нови ликови, нови изгледи за већ откључане ликове и ховерборди.

## Издања и преузимања
Subway Surfers је објављена 24.5.2012. Од Јануара 2013 ажурирања су заснована на теми „Светска турнеја“ и ажурира се сваке три или четири недеље. 
2017. године Subway Surfers је била најпреузиманија игра на свету.
У марту 2018. Subway Surfers је постала прва игра у Google Play продавници са више од милијарду преузимања. У мају исте године прешла је и две милијарде.
Subway Surfers је била најпреузиманија игра за мобилне телефоне од 2012 до 2019.